# David Bryan
David Bryan, nome completo David Bryan Rashbaum (Perth Amboy, 7 febbraio 1962), è un tastierista e compositore statunitense. È conosciuto soprattutto come tastierista del gruppo Bon Jovi, di cui è cofondatore. È inoltre noto per aver composto il pluripremiato musical di Broadway Memphis insieme a Joe DiPietro. Nel 2018 è stato inserito nella Rock and Roll Hall of Fame, in qualità di membro dei Bon Jovi.

## Infanzia
David nasce a Perth Amboy nel New Jersey e cresce a Edison. Il padre, Eddie Rashbaum (morto il 2 maggio 2003, mentre David era in tour), è un famoso trombettista locale e influenza molto il figlio con la sua musica, mentre la madre, Florence Rashbaum, è una casalinga molto attenta alla formazione culturale di David e di sua sorella Michelle. Frequenta le elementari alla Clara Barton Elementary School dove suona molti strumenti quali violino, viola, tromba e clarinetto. Terminate le elementari frequenta le medie alla Herbert Hoover Middle School e poi la J.P. Stevens High School dove si diploma e incontra il cugino di Jon, Joseph Bongiovi. Quest'ultimo lo mette in contatto con Jon che lo ingaggia in una cover band di Bruce Springsteen e degli Southside Johnny & The Asbury Jukes. È proprio in questo periodo che David crea uno stile personale traendo ispirazione da musicisti quali Mozart, Beethoven, Bach, Led Zeppelin, Deep Purple.
David studia pianoforte dall'età di sette anni ogni venerdì per tredici anni con il maestro Emery Hack, laureto alla Julliard e direttore dell'NBC Symphony Orchestra per 16 anni, e all'età di 14 anni suona nella band Transistor. Dopo il liceo, studia medicina alla Rutgers University, preparandosi ad entrare alla Julliard.

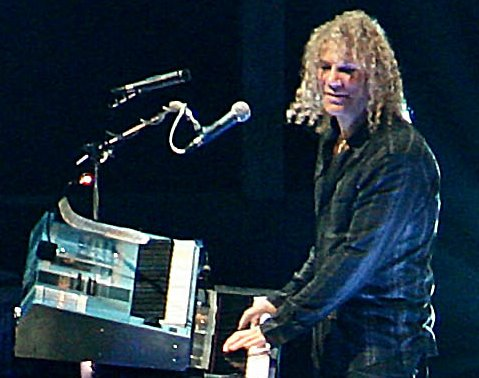
David Bryan durante un concerto dei Bon Jovi.

## Con i Bon Jovi
Successivamente sceglie di formare una rock band con il suo vecchio compagno di scuola John Francis Bongiovi. Insieme ricercano una label che li produca, setacciando la east-cost. Inutile. Tornati a New York, si separano per breve tempo, fin quando l'amico John riceve una proposta da una casa discografica, complice anche il successo del brano Runaway, incluso in una compilation di autori emergenti. Nascono così i Bon Jovi, di cui David è sempre stato il tastierista e coautore di diversi brani quali Breakout e Love Lies nel CD di lancio della band Bon Jovi, Only Lonely, The Hardest Part Is the Night, (I Don't Wanna Fall) To the Fire nel secondo album 7800° Fahrenheit, In These Arms in Keep the Faith e Last Cigarette in Have a Nice Day.

## Il teatro
David ha co-scritto il musical Memphis con Joe DiPietro, che ha avuto il suo debutto off-Broadway nel 2002. Il musical è parzialmente ispirato dalla storia di Dewey Phillips, uno dei primi DJ bianchi a suonare la tipica "black music" del contesto musicale afro-americano di Memphis nei lontani anni cinquanta. Nel 2008 Memphis è stato eseguito alla Jolla Playhouse in San Diego, California; lo spettacolo è stato poi eseguito nel gennaio del 2009 a Seattle, Washington, prima di trasferirsi a Broadway nel corso del 2009. Memphis è stato candidato a 8 premi Tony Award per la stagione 2010 di cui ne ha vinto quattro tra cui Miglior Musical, Miglior Colonna Sonora Originale, Miglior Orchestrazione e Miglior Libretto. Memphis ha vinto diversi premi Drama Desk e Outer Critics Circle Awards. Memphis è ora in tour mondiale dal 2011. Da segnalare tra le 21 canzoni del musical (amate e cantate anche da David): The Music of My Soul, Say a Prayer e Memphis Lives in Me (un articoloso arrangiamento sviluppato partendo dall'omonimo brano che compare anche nell'album solista di David On a Full Moon).
Gli autori di Memphis, dal mese di ottobre, stanno scrivendo la sceneggiatura per riadattare lo stesso musical e riuscire a girare un film. La produzione appartiene ad Alcon Entertainment, di proprietà della Warner Bros.
Bryan ha inoltre co-scritto il musical The Toxic Avenger (ispirato all'omonimo film del 1984), sempre collaborando con Joe DiPietro. Il musical ha fatto il suo debutto off-Broadway a New York nel New World Stages il 6 aprile 2009. La storia riprende quella del film in cui come protagonista vi è un mostro che da nemico diventerà protettore della cittadina del New Jersey in cui è ambientato il musical. La critica ha definito la produzione "incredibilmente divertente" e la musica accuratamente arrangiata. Due delle 18 canzoni componenti il musical sono tra le preferite di David che suona spesso nelle sue uscite in solista: You Tore My Heart Out e A Brand New Day in New Jersey.
La terza, recente, collaborazione con DiPietro ha portato alla nascita di un nuovo musical carico dell'energico beat del rock 'n roll sessantiano: Chasing The Song. La creazione racconta le storie di un gruppo di cantautori pop americani
tra il 1962 e il 1964 che hanno lavorato nel Brill Building, analizzando quella che era la musica prima dell'avvento rivoluzionario dei Beatles e, in particolare, il viaggio nel mondo della musica di una donna. Lo stesso David descrive il suo musical in un'intervista definendolo "Una storia di fantasia sull'America". Lo spettacolo ha debuttato il 13 maggio 2014 alla Potiker Playhouse di La Jolla (California); l'obiettivo ora, stando alle dichiarazioni di Bryan e del librettista DiPietro è portare il musical a Broadway.
David, in un'intervista al Journalstar, afferma che scrivere un musical non è tanto differente dallo scrivere per i Bon Jovi. Queste le sue parole: " Quando scrivo per Broadway mi esprimo attraverso un personaggio, uomo, donna, vecchio o bambino che sia; quando scrivo per la band, invece, mi esprimo direttamente nel testo dicendo quello che penso o che sento.

## Vita privata
David ha sposato nel 25 agosto 1990 April McLean (che era sua fidanzata dai tempi del liceo) da cui ha avuto 3 figli: i gemelli Gabriella Luna e Colton Moon (nati il 10 marzo 1994) e Tyger Lily (nata il 28 aprile 2000). La coppia ha divorziato nel 2004 e David ha sposato Lexi Quaas il 7 agosto 2010 a Colts Neck, dove tuttora vivono.
Nel 1991, prima di collaborare con l'amico e collega chitarrista Richie Sambora per registrare l'album solista di Richie, Stranger in This Town, ha dovuto lottare con un parassita contratto durante l'appena terminato tour della band in Sud America. David è stato ricoverato per due settimane in ospedale e poi un mese di riposo e convalescenza a casa. Così descrive il dolore patito "Il parassita mangiò il mio stomaco, l'intestino e ha attaccato le mie terminazioni nervose. Il mio sangue era stato avvelenato. Ero veramente malato..." Fortunatamente riuscì a riprendersi in tempo per le sessioni di registrazione di  Keep the Faith.
Nel 1999 David ha subito un incidente domestico alla mano, tagliandosi quasi un dito con una sega circolare. Dopo un anno di riabilitazione ha potuto partecipare alle registrazioni di Crush.

## L'impegno nel sociale
Bryan è molto attivo nel VH-1's Save The Music Foundation e nel IFH Eddie Rashbaum Trumpet Memorial Fund, associazione creata in onore di suo padre, medico e trombettista.
È attivo anche nella Only Make Believe di cui è membro onorario del consiglio. Questa è un'organizzazione non-profit che porta il teatro ai bambini malati cronici e disabili che sono costretti in ospedali e strutture di assistenza. David, con Dena Hammerstein, ha scritto l'inno per Only Make Believe, "Rockin 'All Over the World".
Egli è inoltre membro del consiglio di Damon Marks' Travalling Guitar Foundation.
David è stato anche nominato nel 2005 nella "advisory board" della MusicForAllFoundation da Bob Morrison.

## Strumentazione
David Bryan è un endorser Yamaha, ma ha utilizzato e tuttora utilizza altre marche di tastiere oltre alla casa giapponese.

### Periodo 1983-1985
- Yamaha CP80M (pianoforte elettrico da palco)
- VPK-5 (masterkeyboard)
- MemoryMoog (sintetizzatore polifonico)

### Periodo 1986-1990
- Yamaha CP80M (pianoforte elettrico da palco)
- Yamaha KX88 (masterkeyboard)
- Yamaha DX7 II (sintetizzatore digitale)
- Hammond C3 (organo elettrico)
- MemoryMoog (sintetizzatore polifonico)
- Prophet 2000 (campionatore a tastiera)
- Roland D-50 (sintetizzatore polifonico)

### Periodo 1992-1993
- Yamaha CP80M (pianoforte elettrico da palco)
- Yamaha KX88 (masterkeyboard)
- AKAI MX1000 (campionatore a tastiera)
- Yamaha DX7 II (sintetizzatore digitale)
- Hammond Suzuki XB5 (organo elettrico)

### Periodo 1994-1996
- Yamaha P500 (stage piano)
- Yamaha W5 (workstation)
- Oberheim OB5 (organo elettrico)

### Periodo 2000-2001
- Yamaha P500 (stage piano)
- Yamaha S80 (workstation)
- Oberheim OB5 (organo elettrico)

### Periodo 2002-2006
- Yamaha P500 (stage piano)
- Yamaha Motif 8 (workstation)
- Oberheim OB5 (organo elettrico)

### Periodo 2007-2016
- Yamaha P500 (stage piano)
- Yamaha Motif XS8 (workstation)
- Oberheim OB5 (organo elettrico)
- Roland FR7X (fisarmonica digitale)[7]

### Periodo 2017- attuale
- Yamaha P500 (stage piano)
- Yamaha Montage 8 (workstation)
- Oberheim OB5 (organo elettrico)
- Roland FR7X (fisarmonica digitale)[7]

### Rack in studio/live
- Behringer Eurorack Pro RX1602 (mixer)
- Motu MIDI Express XT (midi patchbay)
- Motu UltraLite mk3 (scheda audio)
- Muse Receptor 2+ PRO MAX (campionatore)
- Akai S6000 (campionatore)
- Kurzweil PC2r (versione rack della Kurzweil PC2)
- Mark Of The Unicorn (midi timepiece)
- Korg Wavestation Rack (versione rack della Korg Wavestation)
- Korg Triton Rack (versione rack della Korg Triton)
- Toshiba 1000 Series UPS (gruppo di continuità)
- Yamaha TX7 (versione rack della Yamaha DX7)
- Yamaha TX16W (campionatore)
- JL Cooper MSB+ Midi Patch Bay (midi patchbay)
- JL Cooper 16/20 Midi Patch Bay (midi patchbay)
- DBX 165 (compressore/limitatore)
- Yamaha Q1027 EQ (equalizzatore)
- Yamaha F1040 (crossover)
- Yamaha Power Amp (amplificatore)
- Crown PSA-2 (amplificatore stereo)
- Juice Goose (gruppo di continuità)
- Yamaha TX802 (versione rack della Yamaha DX7II)
- Roland D-550(versione rack della Roland D-50)
- Casio FZ-10M (versione rack del campionatore a tastiera Casio FZ1)
- Roland SDE1000 (processore multieffetto)
- Yamaha SPX90 II (processore multieffetto)
- Voyetra 8 (sintetizzatore polifonico a rack, controllato dalla VPK-5)
- Yamaha MLA7 (preamplificatore)
- Yamaha MV802 (mixer)
- Yamaha MCS2 (midi patchbay)

- David Bryan possiede anche un pianoforte Steinway & Sons, rivestito interamente del prezioso marmo bianco di Carrara, disegnato e creato appositamente per lui da GVM. Il pianoforte è stato suonato il 26 maggio 2012 all'interno delle Cave di Fantiscritti dallo stesso David Bryan durante un concerto che ha inaugurato la prima edizione di Carrara Idol, un evento biennale di arte e cultura, ideato e promosso da Gualtiero Vanelli (proprietario della GVM La Civiltà del Marmo) e il sostegno del Comune di Carrara. David ha partecipato come special guest anche alla seconda edizione del Carrara Idol che si è tenuta lo scorso 8 aprile a Milano.
- Durante i Promo Tour degli ultimi album a partire dal 2013 le tastiere di entrambi gli stand sono affiancate ciascuna da un LCD di una decina di pollici con funzione di teleprompter, sui quali, quindi, vengono trasmessi i testi delle canzoni, fresche degli studi di registrazione.

## Curiosità
- David è stato premiato come "Best Keyboardist" (Miglior tastierista) del 1987 dalla rivista musicale Metal Edge.
- David ha due tatuaggi: il Diavolo della Tasmania che suona il pianoforte (sulla spalla sinistra) ed il Joker (sul pettorale destro).
- La musichetta dell'intro di Tokyo Road è un pezzo della canzone popolare giapponese Sakura Sakura ed è stata presa da un carillon che fu regalato a David in Giappone durante il tour giapponese del 1984.
- Una tra le canzoni preferite di David causa le emozioni che gli trasmette l'introduzione è Livin' on a Prayer.[7]
- David è di religione ebraica e tramite il Bar mitzvah, con l'aiuto del suo rabbino, ha permesso anche ai suoi figli di entrare nel mondo adulto ebraico. Alla celebrazione erano presenti anche Jon Bon Jovi e Michael Strahan.[9][10]
- David, durante i suoi viaggi, compone molto e la prima "tastiera" che utilizza per provare l'elaborato è quella del suo iPhone.
- David, Richie Sambora e Jon Bon Jovi sono nati nelle stesso ospedale con lo stesso dottore.[11]
- La parola preferita di David, come dichiarato all'intervista del programma americano, Inside The Actors Studio, è "sleep" (dormire).[12]
- David Bryan è stato assente per la prima volta da un concerto dei Bon Jovi, nello specifico il 13 giugno 2010 all'O2 Arena (quinta sera) di Londra, per poter partecipare alla cerimonia dei Tony Award negli Stati Uniti e ritirare i 4 premi vinti per il suo musical Memphis. Durante questa data è stato sostituito dal tastierista statunitense Jeff Kazee che aveva già partecipato all'Have a Nice Day Tour come secondo tastierista.
- David ha registrato una videocassetta, messa in vendita appena dopo l'uscita dell'album Slippery When Wet, in cui spiega alcune tecniche pianistiche e tastieristiche sul come suonare alcune determinate canzoni, potenziare la muscolatura della mani e migliorare la precisione dei colpi. Questa VHS si chiama David Bryan: How To Play Keyboards In A Rock 'n' Roll Band.[13]
- David Bryan campare come cameo nel film Netherworld per cui ha composto la colonna sonora.[14]
- David, il 4 agosto 2015, ha partecipato come ospite al decimo anniversario del Teatro del Silenzio, l'esclusivo evento ideato da Andrea Bocelli sulle colline di Lajatico, a cui parteciparono in una sorta di Bocelli & Friends Renato Zero, Elisa, Gianna Nannini, il duo di violoncellisti 2Cellos, la cantante soul britannica Beverley Knight e il produttore e sassofonista Michael Ghegan.[15]

## Discografia

### Solista
- On a Full Moon (1995)[16]
- Lunar Eclipse (2000)[17]

### Teatro
- Memphis (2002)
- The Toxic Avanger (2008)
- Chasing The Song (2014)

### Bon Jovi

#### Album studio
- Bon Jovi (1984)
- 7800° Fahrenheit (1985)
- Slippery When Wet (1986)
- New Jersey (1988)
- Keep the Faith (1992)
- These Days (1995)
- Crush (2000)
- Bounce (2002)
- Have a Nice Day (2005)
- Lost Highway (2007)
- The Circle (2009)
- What About Now (2013)
- Burning Bridges (2015)
- This House Is Not for Sale (2016)
- Bon Jovi 2020 (2020)

#### Raccolte
- Cross Road: Greatest Hits (1994)
- This Left Feels Right (2003)
- Greatest Hits (2010)

#### Album live
- One Wild Night Live 1985-2001 (2001)
- Inside Out (2012)

### Box sets
- 100,000,000 Bon Jovi Fans Can't Be Wrong (2004)

### Collaborazioni
- Stranger in This Town - Richie Sambora (1991) - arrangiatore e esecutore delle parti di tastiera nell'album e coautore dei brani "Rest In Peace" e "Stranger In This Town".[17]
- Netherworld Soundtrack (1992) - produttore, compositore, arrangiatore della colonna sonora del film e esecutore delle parti di tastiera all'interno dello stesso.[17]
- Time Was - Curtis Stigers (1995) - scrittore del brano This Time.[17]
- Steinwey To Heaven (1996) - interprete del brano pianistico Sonata Quasi Una Fantasia, Op.27, No.2 "Chiaro di luna" - 1° movimento.[18]
- Destination Anywhere - Jon Bon Jovi (1997) - responsabile delle parti esecutive di pianoforte e fisarmonica.
- My Everything Is You - David Bryan (2016) - coproduttore.[19]